# Чупровське сільське поселення (Калганський район)
Чу́провське сільське поселення (рос. Чупровское сельское поселение) — сільське поселення у складі Калганського району Забайкальського краю Росії.
Адміністративний центр та єдиний населений пункт — село Чупрово.

## Населення
Населення сільського поселення становить 415 осіб (2019; 524 у 2010, 581 у 2002).